# Teolepto I di Costantinopoli
Teolepto I (in greco Θεόληπτος Α΄?; XV secolo – dicembre 1522) è stato un arcivescovo ortodosso greco, patriarca ecumenico di Costantinopoli dal 1513 al 1522.

## Biografia
Teolepto nacque probabilmente a Creta o nell'Epiro ed era un monaco che viveva insieme a Pacomio I, che, una volta patriarca, lo nominò metropolita di Giannina. Quando Pacomio morì a causa di avvelenamento, Teolepto si trasferì immediatamente ad Adrianopoli dove trovò grazia presso il sultano ottomano Selim I. Dopo il pagamento della tassa per qualsiasi nomina patriarcale, il Selim lo nominò patriarca di Costantinopoli. Successivamente Teolepto si trasferì a Costantinopoli per la formale elezione e l'intronizzazione avvenuta a metà dell'anno 1513. 
Nel settembre del 1520 il sultano Selim I morì, e così la posizione di Teolepto fu compromessa. Iniziarono a sorgere voci che portarono a formali accuse al patriarca di condurre una vita privata immorale. Il Santo Sinodo decise che avrebbe dovuto essere processato, ma morì, nel dicembre del 1522, prima della sentenza.

## Patriarcato
Il potere del patriarca di Costantinopoli aumentò con la guerra ottomana-mamelucca (1516-1517) e la conseguente annessione di Siria, Palestina ed Egitto da parte di Selim I. I patriarcati di Alessandria, Antiochia e Gerusalemme furono incorporati nell'impero ottomano. Questi patriarcati mantennero la loro autonomia religiosa, ma furono de facto sottoposti all'influenza del patriarca di Costantinopoli, vicino al sultano, che svolgeva le funzioni da sovrano civile di tutti i cristiani ortodossi nell'impero secondo il sistema millet. Questa influenza del patriarcato costantinopolitano aumentò nei secoli successivi. Con la conquista della Palestina e la caduta di Gerusalemme nel 1517, Teolepto ottenne dal sultano il diritto di occuparsi della Chiesa del Santo Sepolcro. 
Teolepto stabilì buoni rapporti a partire dal 1516 con il Gran Principe di Mosca Basilio III, la cui madre era nipote dell'ultimo imperatore bizantino, Costantino XI. Il Granducato di Mosca divenne in quell'epoca il più potente regno ortodosso indipendente. Nel 1518 Teolepto mandò lo studioso Massimo il Greco in Russia.  
Intorno al 1520, Selim I, che desiderava una conversione forzata di tutti i cristiani all'Islam, ordinò la presa delle chiese cristiane perché non vi era un firmano che le proteggesse. Teolepto, grazie ai suoi buoni rapporti e a un buon avvocato di nome Xenakis, riuscì a contrastare l'ordine, persuadendo il sultano che le chiese di Costantinopoli si arresero durante la caduta di Costantinopoli del 1453, resa che causò il mantenimento degli edifici per il culto cristiano. Anche se nessun firmano poteva essere esibito a causa di un incendio al Patriarcato, tre vecchi giannizzeri, che vissero durante gli eventi del 1453, giurarono sul Corano che gli eventi andarono come spiegato da Teolepto e furono creduti.  
Come Patriarca, Teolepto riformò l'organizzazione ecclesiastica delle diocesi di Adrianopoli, Samo e della Valacchia. 